# Coventry (Rhode Island)
Coventry è una città degli Stati Uniti d'America, nella Contea di Kent, nello Stato del Rhode Island.
La popolazione era di 33.668 abitanti nel censimento del 2000.